# 6235-ös mellékút (Magyarország)
A 6235-ös számú mellékút egy bő 11 kilométer hosszú, négy számjegyű mellékút Tolna vármegye északi részén. Tengelic települést köti össze a 63-as főúttal.

## Nyomvonala
A 6233-as útból ágazik ki, annak 12+900-as kilométerszelvényénél, Tengelic külterületén, délkeleti irányban. 900 méter után éri el a község első házait, ott a Kossuth Lajos utca nevet veszi fel. A központban a neve Rákóczi utcára változik, így hagyja el a falu lakott területét, 3,4 kilométer után. A 6+250-es kilométerszelvénye táján Júliamajor településrészre ér, itt délnyugati irányba fordul. A hetedik kilométere után lép ki a falurész házai közül, és pár száz méterrel arrébb eléri Szedres határszélét.
Innen egy ideig a határvonalat kíséri, de 8,1 kilométer után már teljesen szedresi területen húzódik. A 8+650-es kilométerszelvénye előtt keresztezi a MÁV 46-os számú Sárbogárd–Bátaszék-vasútvonalát, az egykori Szedres megállóhely északi szélén, előtte néhány lépéssel kiágazik belőle dél felé a 62 337-es út, amely a megállóhelyet szolgálta ki. Majdnem pontosan a tizedik kilométerénél, nyugat-délnyugati irányban húzódva keresztezi a 631-es főutat, amely itt a 3+250-es kilométerszelvényénél tart. 10,4 kilométer után éri el Szedres belterületét, ahol az Ady Endre utca nevet veszi fel. A 63-as főútba torkollva ér véget, annak 8+600-as kilométerszelvényénél. Majdnem ugyanott ágazik ki a főútból az ellenkező irányban – pár lépéssel északabbra – a 6316-os út, Medina felé.
Teljes hossza, az országos közutak térképes nyilvántartását szolgáló kira.gov.hu adatbázisa szerint 11,236 kilométer.